# Håtjärnarna
Håtjärnarna är en sjö i Ånge kommun i Medelpad och ingår i Ljungans huvudavrinningsområde. Sjön har en area på 0,118 kvadratkilometer och ligger 292,8 meter över havet. Sjön avvattnas av vattendraget Köljeån.

## Delavrinningsområde
Håtjärnarna ingår i det delavrinningsområde (691190-147456) som SMHI kallar för Ovan 691353-147354. Medelhöjden är 357 meter över havet och ytan är 16,58 kvadratkilometer. Det finns inga avrinningsområden uppströms utan avrinningsområdet är högsta punkten. Köljeån som avvattnar avrinningsområdet har biflödesordning 2, vilket innebär att vattnet flödar genom totalt 2 vattendrag innan det når havet efter 157 kilometer. Avrinningsområdet består mestadels av skog (72 procent) och sankmarker (12 procent). Avrinningsområdet har 0,11 kvadratkilometer vattenytor vilket ger det en sjöprocent på 0,7 procent.